# Hot Wheels: Beat That!
Hot Wheels: Beat That! es un videojuego de carreras lanzado en septiembre de 2007 y basado en la línea de juguetes Hot Wheels, fabricada por Mattel. El juego fue desarrollado por Eutechnyx y publicado por Activision para PlayStation 2, Wii, Nintendo DS, Xbox 360 y Microsoft Windows.

## Jugabilidad
En el videojuego, se toma el control de uno de los automóviles en miniatura de la marca Hot Wheels, para luego poder elegir correr en circuitos de diferentes mapas, como un dormitorio, un campo de golf con temática de dinosaurios y Halloween, un ático o una bolera.  
Los circuitos incluyen pistas naranjas y azules, propias de Hot Wheels y lo demás son partes del propio mapa. Algunos circuitos también incluyen paredes rojas, las cuales se pueden derribar con proyectiles para poder pasar, o simplemente atravesarlas yendo a alta velocidad. Nuevos circuitos y coches se pueden desbloquear ganando carreras en las diferentes pistas, o bien completando los dos objetivos secundarios de cada carrera.   
Durante los circuitos, los coches pueden atravesar pequeños aros de fuego con diferentes colores. Los de color amarillo le otorgan un arma/poder al jugador que puede liberar para atacar a los otros corredores. Otras son para que las utilice el propio jugador. Los aros de color verde le otorgan un impulso momentáneo de velocidad al coche que pase por ellos. Y los aros de color azul, que son los menos numerosos, otorgan las mismas armas/poderes, solo que en su versión mejorada. 

## Armas
Al pasar por aros de fuego amarillos y azules, se obtienen diferentes armas, las cuales pueden ser usadas por el jugador y los oponentes corredores, ya sea para atacar o para usar uno mismo. Las diferentes armas que se pueden obtener son las siguientes:                                                                                                                                                                            

### Proyectiles
Estos pueden ser utilizados para atacar a los contrincantes.
- Rockets (cohetes): Vienen de a 3 pares. Pueden utilizarse para dispararle a los demás corredores y derribarlos. En el modo Rampage se utilizan para destruirlos de un solo tiro. Al ser mejorados se vuelven teledirigidos.
- Mortar (mortero): Se lanzan en un ángulo de 45°. Al ser mejorados aumentan su cantidad a 3 morteros.
- Ice-Gun (arma de hielo): Cuando se lo lanza a otros corredores, les imposibilitará doblar. Al ser mejorado aumentara la cantidad a 3.
- Tesla: Un arma eléctrica, cuando se le dispara a otro corredor de adelante lo detendrá por un tiempo. Al ser mejorado detendrá más rápido al corredor disparado.
- Parachutes (paracaídas): Se lanzan a otros corredores para frenarlos. Mientras más paracaídas se lancen al corredor, más rápido lo detendrá. Al ser mejorado aumenta la cantidad a 3 paracaídas.
- EMP (Pulso Electromagnético): Cuando se libera, desactivara todas las armas/poderes de los demás corredores. Al ser mejorado deshabilitara las armas de los demás corredores definitivamente.
- Air Strike (ataque aéreo): Se invoca a un avión que sobrevuela la pista de la carrera, y lanza minas que le detonan a los demás corredores.

### Trampas
Estos son dejados en la pista para que afecten al corredor que vaya por detrás.
- Smoke (humo): Se libera una ráfaga de humo que nubla un poco la visión a los corredores. Al ser mejorado se volverá más espeso.
- Mine (mina): Se deja en el camino para que le detone y derribe al corredor que pase por ella. Al ser mejorado aumenta la cantidad a 3 minas.

### Otros
Estos pueden ser utilizados tanto para el jugador como para los corredores para tener ventaja.
- Shield (escudo): Un escudo de fuego, que protege de armas y otros proyectiles. Al ser mejorado cambiará su color a azul, y durará un tiempo más.
- Boost (impulso): Funciona como una propulsión momentánea de velocidad. Al ser mejorado aumenta su cantidad a 3.

El jugador dispone de un medidor “Hot Wheels”, el cual se rellena cuando se realizan ciertas acrobacias con el coche, como derrapar, o saltar desde una altura y permaneciendo en el aire por determinado tiempo, o también embistiendo bruscamente a otros corredores, los cual soltarán pequeños orbes amarillos correspondientes a que tan lleno esté su medidor, para poder ser tomados por el jugador. Cuando dicho medidor se llena, el jugador podrá actualizar un arma/poder que lleve a su versión mejorada, reiniciando el medidor.

## Modos de juego
- Quickrace (carrera rápida): Un modo de carrera normal, el jugador deberá completar un circuito con su coche, pudiendo también atacar a los demás corredores.
- Eliminator (eliminatoria): Cada 30 segundos, el coche en la última posición de la carrera será eliminado, por lo que se debe procurar estar en primera posición para ganar.
- Rampage (destrucción): Se le dará al jugador cohetes de tres pares, y una cantidad determinada de corredores para destruir. Para ganar, se deberá eliminar a todos los corredores.
- Tournament (torneo): La carrera final de cada etapa. Se deberá correr en todas las pistas de los circuitos previamente desbloqueados.

## Recepción
Hot Wheels: Beat That! recibió de críticas mixtas a desfavorables. IGN calificó al juego de “poco variado” y “repetitivo”, señalando que si bien algunas pistas estaban bien diseñadas, las carreras estaban limitadas a “bucles” y “saltos”, criticando la banda sonora calificándola de “repetitiva”, además recalcó que el hecho de no tener modo multijugador es “ridículo”. Team Xbox calificó al juego de ser “muy malo”, alegando que los glitches provocan que el juego sea “injugable”. PALGN estableció que el juego se vuelve “aburrido” luego de media hora de juego, y que la jugabilidad era “tediosa”.
Las versiones de DS, Wii y PlayStation 2 recibieron críticas mixtas, mientras que las versiones de PC y Xbox 360 recibieron críticas "desfavorables". La puntuación por parte de la audiencia es mixta, según el agregador de reseñas de videojuegos Metacritic.      